# Канеца (Тренто)
Канеца је насеље у Италији у округу Тренто, региону Трентино-Јужни Тирол.
Према процени из 2011. у насељу је живело 566 становника. Насеље се налази на надморској висини од 597 м.